# Tucine, Bilopillea
Tucine (în ucraineană Тучне) este localitatea de reședință a comunei Tucine din raionul Bilopillea, regiunea Sumî, Ucraina.

## Demografie
Componența lingvistică a localității Tucine
     Ucraineană (94,36%)
     Rusă (4,75%)
     Alte limbi (0,15%)
Conform recensământului din 2001, majoritatea populației localității Tucine era vorbitoare de ucraineană (94,36%), existând în minoritate și vorbitori de rusă (4,75%).